# Annus Iam Plenus
Annus Iam Plenus è un'enciclica di papa Benedetto XV, datata 1º dicembre 1920, dedicata alla tragica situazione dei bambini dell'Europa centrale. Il documento era stato preceduto dall'enciclica Paterno Iam Diu, scritta sul medesimo tema poco più di un anno prima; da ciò proviene il titolo, che significa "l'anno già compiuto".